# Juan Cueto Sierra
Juan Cueto Sierra (Colunga, España, 1929-Santiago de Chile, 20 de enero de 2024) fue un contador auditor y empresario español avecindado en Chile desde fines de los años 1930.

## Primeros años de vida
Nacido del matrimonio conformado por el político liberal Enrique Cueto Llada y María Sierra Martínez, tuvo otros cinco hermanos, Enrique, Luis, Juan José, Pilar y María Jesús.
A la edad de siete años, cuando se libraba la Guerra Civil en su país, emigró a Chile desde el puerto de Gijón en compañía de su madre, sus hermanos, su abuelo paterno y dos tías. Su progenitor, que a la sazón se desempeñaba como alcalde de Colunga, se mantuvo en España al lado de la República, postura que le costó ser apresado y fusilado.
Cueto Sierra y su familia viajaron a bordo de un barco carguero. Arribaron en diciembre de 1937 siendo recibidos por Javier Sierra Martínez, un tío materno de aquel.
Estudió en el Colegio Hispano Americano y en el Instituto Superior de Comercio de la capital, donde se graduó como contador auditor en 1947. Su vida laboral la inició en Casa Sierra, la tienda de géneros que mantenían en el centro de Santiago sus tíos maternos.

### Matrimonio e hijos
Se casó con Sonia Plaza, con quien tuvo cinco hijos, Enrique, Juan José, Felipe, Ignacio y Esperanza.

## Vida pública
Ya en la década de 1950, impulsado por su tío, optó por independizarse. Así, junto a un primo político, instaló un bar en Avenida Vicuña Mackenna. Tras ello desarrolló proyectos relacionados con el negocio del cuero con su amigo Antonio Martínez Ruiz, lo que en los '60 lo llevó incluso a traspasar las fronteras de su país adoptivo.
En la década siguiente inició su diversificación. En 1974 incursionó junto a otros socios en proyectos de urbanización. Ese mismo año participó en forma activa en la concesión del Casino de Viña del Mar. En 1976, junto a cinco amigos hijos de españoles, participó en la privatización del Banco Español-Chile, del que fue accionista por año y medio.
En 1978 se vinculó al Banco Concepción. Pasó entonces a controlar junto a socios diversas firmas, como Sabimet, Minera Michilla y Compañía de Seguros Continental, al tiempo que apoyó la creación de otras como Bancard, AFP Invierta e Isapre Colmena.
Tras la severa crisis económica por la que atravesó el país en 1982-1983, concentró sus esfuerzos en el negocio aeronáutico, encarnado en la aerolínea de carga Fast Air Carrier, la cual había sido creada en 1978. En 1994 la familia accedió al control de LanChile en conjunto con el empresario y político Sebastián Piñera (presidente de Chile 2010-2014), a quien había conocido en Bancard, y los grupos locales Hirmas y Eblen.
Permaneció en el directorio de la firma hasta 2012, mismo año en que la integración con TAM dio origen a LATAM Airlines Group.